# Politikåret 1902

## Händelser
- 23 februari - Frisinnade landsföreningen bildas i Sverige med Karl Staaff i spetsen. Ernst Beckman är dock ordförande.
- 5 april - 6 000 människor demonstrerar i Lill-Jansskogen i Stockholm för rösträtt.
- 12 april - Ett nytt rösträttsmöte i Lill-Jansskogen samlar 12 000 demonstranter.
- 20 april - Våldsamma gatukravaller utbryter i Stockholm efter ett möte för allmän rösträtt, som har samlat 20 000 människor.
- 21 april - Otto Blehr efterträder Johannes Steen som Norges statsminister.[1]
- 27 april - Ett stort rösträttsmöte i Stockholm samlar 40 000 demonstranter, alltså var åttonde stockholmare.
- 15-17 maj - Politisk storstrejk utbryter i Stockholm i Sverige, för genomdrivandet av rösträttsreformen.
- 17 maj - Förslag om vidgad rösträtt faller i Sveriges riksdag.
- 20 maj - Kuba blir självständigt från USA.[2]
- 31 maj - Andra boerkriget avslutas.
- 21 juni - Lag om svensk självdeklaration träder i kraft, liksom lag om progressiv, statlig inkomstskatt. Därmed läggs grunden för det moderna svenska skattesystemet.
- 5 juli - Fredrik von Otter avgår som Sveriges statsminister och efterträds av Erik Gustaf Boström.[3]
- 12 juli - Arthur Balfour efterträder Robert Arthur Talbot Gascoyne-Cecil som Storbritanniens premiärminister.[4]

## Val och folkomröstningar
- September – Andrakammarval i Sverige.

## Organisationshändelser
- Okänt datum – I Honduras går Manuelistas och Progressiva partiet samman och bildar Partido Nacional de Honduras.
- Okänt datum – I Luxemburg bildas det socialdemokratiska partiet Socialistiska arbetarpartiet.

## Födda
- 12 september – Juscelino Kubitschek, Brasiliens president 1956–1961.
- September – Sylvanus Olympio, Togos förste president 1961–1963.

## Avlidna
- Okänt datum – Prudente de Morais, Brasiliens president 1894–1898.

### Fotnoter
1. ↑  ”Norway” (på engelska). World Statesmen. http://www.worldstatesmen.org/Norway.htm. Läst 2 augusti 2015.
2. ↑  ”Cuba” (på engelska). World Statesmen. http://www.worldstatesmen.org/Cuba.html. Läst 7 november 2012.
3. ↑  ”Sweden” (på engelska). World Statesmen. http://www.worldstatesmen.org/Sweden.html. Läst 31 juli 2015.
4. ↑  ”United Kingdom” (på engelska). World Statesmen. http://www.worldstatesmen.org/United_Kingdom.html. Läst 1 augusti 2015.